# Cantone di Mussy-sur-Seine
Il Cantone di Mussy-sur-Seine era una divisione amministrativa dell'arrondissement di Troyes.
A seguito della riforma approvata con decreto del 21 febbraio 2014, che ha avuto attuazione dopo le elezioni dipartimentali del 2015, è stato soppresso.

## Composizione
Comprendeva i comuni di:
- Celles-sur-Ource
- Courteron
- Gyé-sur-Seine
- Mussy-sur-Seine
- Neuville-sur-Seine
- Plaines-Saint-Lange
- Polisot
- Polisy